# Grand Prix Formule 1 van Nederland 1981
De Grand Prix Formule 1 van Nederland 1981 werd verreden op 30 augustus op het circuit van Zandvoort. Het was de twaalfde race van het seizoen.

## Uitslag
| Pos. | Nr. | Coureur            | Constructeur   | Rondes | Tijd / Oorzaak uitval | Grid | Punten |
| ---- | --- | ------------------ | -------------- | ------ | --------------------- | ---- | ------ |
| 1    | 15  | Alain Prost        | Renault        | 72     | 1:40:22.43            | 1    | 9      |
| 2    | 5   | Nelson Piquet      | Brabham-Ford   | 72     | + 8.24                | 3    | 6      |
| 3    | 1   | Alan Jones         | Williams-Ford  | 72     | + 35.50               | 4    | 4      |
| 4    | 6   | Héctor Rebaque     | Brabham-Ford   | 71     | + 1 Ronde             | 15   | 3      |
| 5    | 11  | Elio de Angelis    | Lotus-Ford     | 71     | + 1 Ronde             | 9    | 2      |
| 6    | 14  | Eliseo Salazar     | Ensign-Ford    | 70     | + 2 Rondes            | 24   | 1      |
| 7    | 30  | Siegfried Stohr    | Arrows-Ford    | 69     | + 3 Rondes            | 21   |        |
| 8    | 33  | Marc Surer         | Theodore-Ford  | 69     | + 3 Rondes            | 20   |        |
| 9    | 4   | Michele Alboreto   | Tyrrell-Ford   | 68     | Motor                 | 25   |        |
| 10   | 9   | Slim Borgudd       | ATS-Ford       | 68     | + 4 Rondes            | 23   |        |
| NF   | 22  | Mario Andretti     | Alfa Romeo     | 62     | Ongeluk               | 7    |        |
| NF   | 7   | John Watson        | McLaren-Ford   | 50     | Ontsteking            | 8    |        |
| NF   | 3   | Eddie Cheever      | Tyrrell-Ford   | 46     | Ophanging             | 22   |        |
| NF   | 32  | Jean-Pierre Jarier | Osella-Ford    | 29     | Transmissie           | 18   |        |
| NF   | 16  | René Arnoux        | Renault        | 21     | Motor                 | 2    |        |
| NF   | 23  | Bruno Giacomelli   | Alfa Romeo     | 19     | Banden                | 14   |        |
| NF   | 26  | Jacques Laffite    | Ligier-Matra   | 18     | Botsing               | 6    |        |
| NF   | 2   | Carlos Reutemann   | Williams-Ford  | 18     | Botsing               | 5    |        |
| NF   | 29  | Riccardo Patrese   | Arrows-Ford    | 16     | Ophanging             | 10   |        |
| NF   | 17  | Derek Daly         | March-Ford     | 5      | Ophanging             | 19   |        |
| NF   | 28  | Didier Pironi      | Ferrari        | 4      | Botsing               | 12   |        |
| NF   | 12  | Nigel Mansell      | Lotus-Ford     | 1      | Motor                 | 17   |        |
| NF   | 25  | Patrick Tambay     | Ligier-Matra   | 1      | Botsing               | 11   |        |
| NF   | 27  | Gilles Villeneuve  | Ferrari        | 0      | Botsing               | 16   |        |
| NS   | 8   | Andrea de Cesaris  | McLaren-Ford   |        | Niet gestart          |      |        |
| NQ   | 35  | Brian Henton       | Toleman-Hart   |        |                       |      |        |
| NQ   | 20  | Keke Rosberg       | Fittpaldi-Ford |        |                       |      |        |
| NQ   | 21  | Chico Serra        | Fittpaldi-Ford |        |                       |      |        |
| NQ   | 31  | Beppe Gabbiani     | Osella-Ford    |        |                       |      |        |
| NQ   | 36  | Derek Warwick      | Toleman-Hart   |        |                       |      |        |

## Statistieken
| Pole-position | Alain Prost | Renault       | 1:18.176 |
| Snelste ronde | Alan Jones  | Williams-Ford | 1:21.83  |

## Noot
- Dit was de vijfentwintigste snelste ronde voor een Australische coureur.

1948 · 1949 · 1950 · 1951 · 1952 · 1953 · 1955 · 1958 · 1959 · 1960 · 1961 · 1962 · 1963 · 1964 · 1965 · 1966 · 1967 · 1968 · 1969 · 1970 · 1971 · 1973 · 1974 · 1975 · 1976 · 1977 · 1978 · 1979 · 1980 · 1981 · 1982 · 1983 · 1984 · 1985 · 2020 · 2021 · 2022 · 2023 · 2024 · 2025  · 2026